# Sitaris
Sitaris là một chi bọ cánh cứng trong họ Meloidae.
Chi này được miêu tả khoa học năm 1802 bởi Latreille.

## Các loài
Các loài trong chi này gồm:
- Sitaris balachowskyi (Peyerimhoff, 1931)
- Sitaris cerambycina (Martinez de la Escalera, 1906)
- Sitaris emiliae Escherich, 1897
- Sitaris ferrantei Pic, 1911
- Sitaris homonimus Kaszab, 1958
- Sitaris incantatus (Peyerimhoff, 1929)
- Sitaris melanurus Küster, 1849
- Sitaris mellicolor (Biggs, 1945)
- Sitaris minutus Pic, 1932
- Sitaris muralis (Förster, 1771)
- Sitaris pallens (Escherich, 1904)
- Sitaris pectoralis Bates, 1879
- Sitaris rufipennis Küster, 1849
- Sitaris rufipes Gory, 1841
- Sitaris rufiventris Kraatz, 1884
- Sitaris solieri Pecchioli, 1839
- Sitaris tauricus Motschulsky, 1872
- Sitaris tenuicornis Schaufuss, 1870

## Hình ảnh

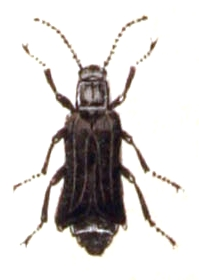